# Agnethe Schibsted-Hansson
Agnethe Schibsted-Hansson, född 1868 i Bergen, död 1951, var en norsk skådespelare, gift med Olaf Mørch Hansson.
Efter sin debut 1891 var hon knuten till Den Nationale Scene och flera Oslo-scener. Från 1912 var hon fast anställd på Nationaltheatret. Hon utmärkte sig som karaktärsskådespelare, som med robust humör skapade äkta Oslo-typer i Oskar Braatens komedier, bland annat gjorde hon intryck som Dobbelt-Petra i Tancred Ibsens och Einar Sisseners filmatisering av Det stora barndopet (1931).

## Filmografi
- 1931 – Det stora barndopet
- 1933 – En stille flirt
- 1938 – Ungen